# Dockwise

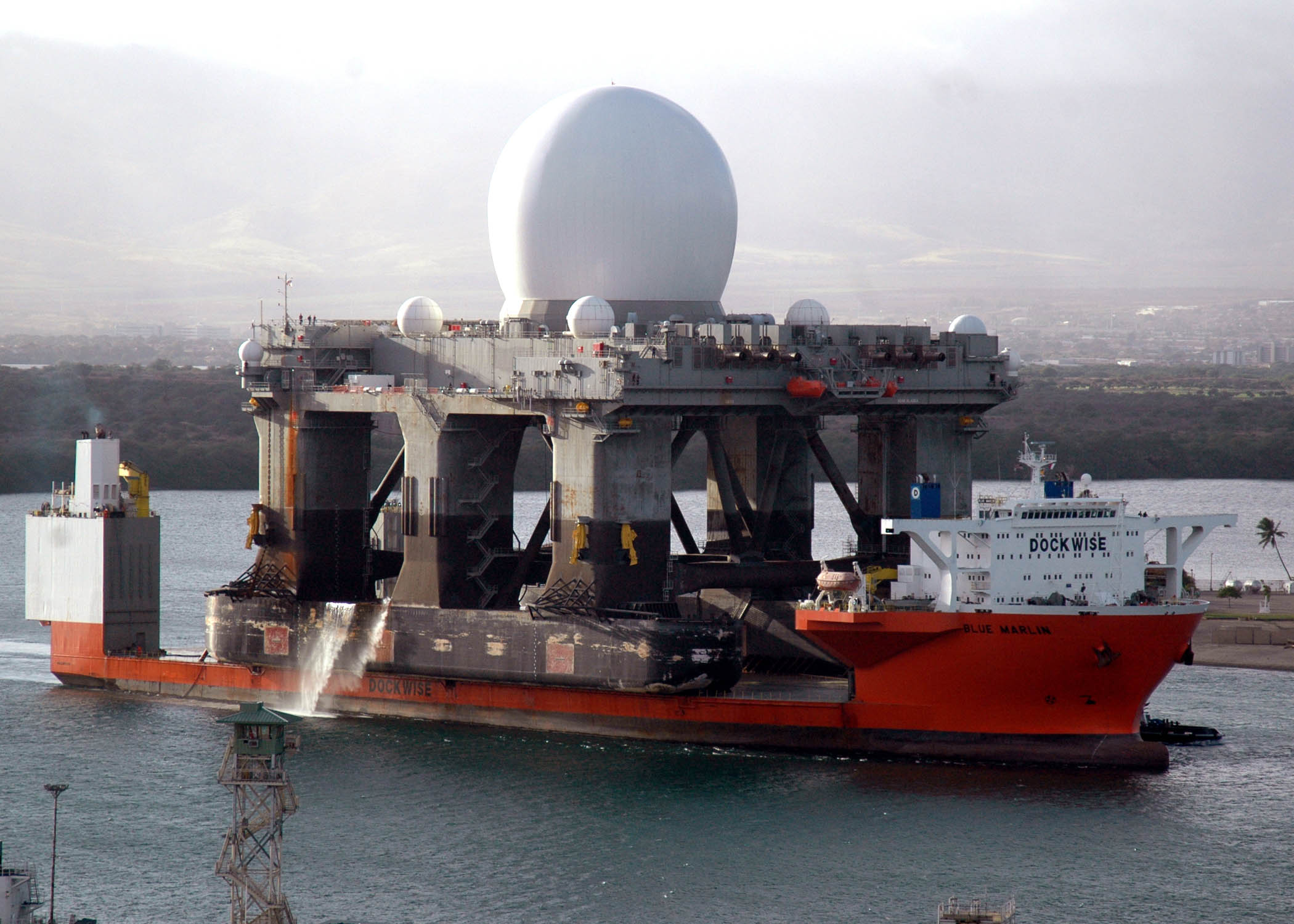
Le Blue Marlin transportant une plate-forme radar bande X

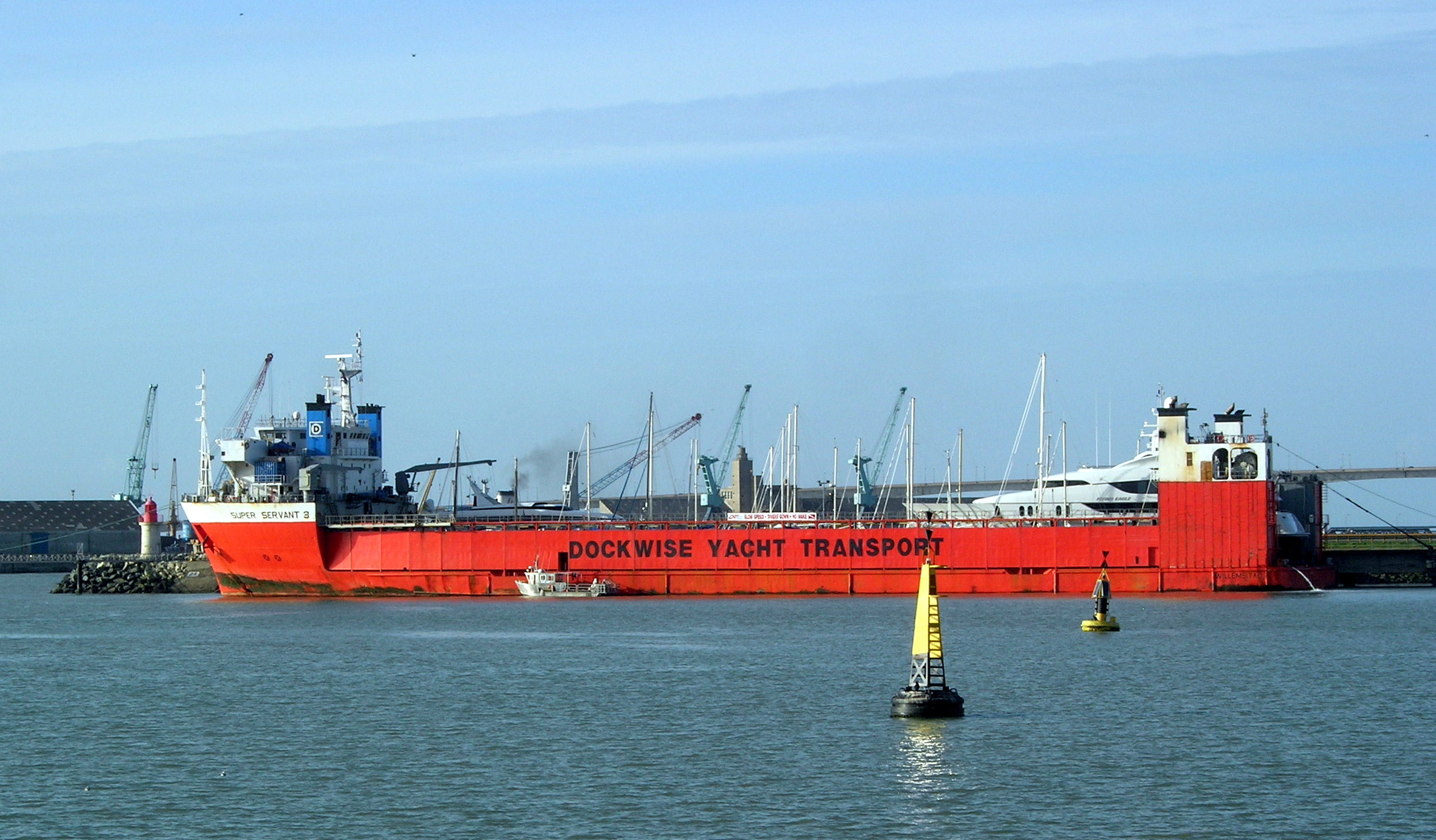
Super Servant 3

Dockwise est un armateur néerlandais, spécialisé dans le transport maritime de colis lourds, fondé en 1993 et basé à Breda. Il intervient notamment pour le transport de plates-formes pétrolières, de yachts, de grues portuaires et de bâtiments militaires.
Parmi les navires qu'il possède et opère, on trouve : 
- les semi-submersibles Dockwise Vanguard, Blue Marlin, Black Marlin, Transshelf, Mighty Servant 1, Mighty Servant 3 ; Yacht Express
- les transporteurs de yachts Super Servant 3, Super Servant 4, Dock Express 12 et Explorer ;
- les navires « dock-type » Dock Express 10 et Enterprise ;
- les heavy-lifts conventionnels Swan, Swift, Tern et Teal.

Il possédait également le Mighty Servant 2 qui a coulé en 1999.